# Sari van Veenendaal
Sari van Veenendaal (Nieuwegein, 3 april 1990) is een Nederlands voormalig voetbalster die dienstdeed als doelvrouw. Ze verruilde Arsenal in 2019 voor Atlético Madrid en tekende een contract bij PSV voor twee jaar met ingang van het seizoen 2020/21. Van Veenendaal debuteerde in 2011 in het Nederlands vrouwenvoetbalelftal. In juli 2022 beëindigde ze haar actieve voetbalcarrière, waarna de KNVB haar in juni 2023 aantrok als adviseur vrouwenvoetbal.

## Clubcarrière

### FC Utrecht
Van Veenendaal maakte in 2008 de overstap van SV Saestum naar FC Utrecht om in de Eredivisie te gaan voetballen. Ze was daar gedurende twee jaar reservedoelvrouw achter Angela Christ.

### FC Twente
In de zomer van 2010 stapte ze over naar FC Twente om te concurreren met Tiffany Loeven. Doordat Loeven vroeg in het seizoen geblesseerd raakte kreeg Van Veenendaal een kans onder de lat bij de Tukkers. Ze deed dat naar tevredenheid van haar coach, aangezien ze eerste doelvrouw bleef ook toen Loeven weer fit was. Dat seizoen won ze met FC Twente de landstitel. Ook in haar tweede seizoen was Van Veenendaal eerste keus in het Twentse doel. In de wedstrijd direct na de winterstop kreeg ze een rode kaart na het neerhalen van een doorgebroken speler. Met FC Twente eindigde ze op de tweede plaats. Na de winst van het landskampioenschap en de beker in het seizoen 2014/15 nam ze afscheid van FC Twente.

### Arsenal WFC
In 2015 ging ze over naar Arsenal WFC, waar haar contract in de zomer van 2019 afliep.

### Atlético Madrid
In juli 2019 tekende Van Veenendaal een contract bij Atlético Madrid Femenino, uitkomend in de Spaanse Primera División Femenina.

### PSV
Op 14 mei 2020 maakte de Nederlandse club PSV bekend dat van Veenendaal de gratis overstap maakte naar de club.

## Carrièrestatistieken
| Seizoen         | Club            | Land            | Competitie             | Competitie | Competitie | Beker | Beker | Internationaal | Internationaal | Totaal | Totaal |
| Seizoen         | Club            | Land            | Competitie             | Wed.       | Dlp.       | Wed.  | Dlp.  | Wed.           | Dlp.           | Wed.   | Dlp.   |
| --------------- | --------------- | --------------- | ---------------------- | ---------- | ---------- | ----- | ----- | -------------- | -------------- | ------ | ------ |
| 2008/09         | FC Utrecht      | Nederland       | Eredivisie             | 2          | 0          | 0     | 0     | –              | –              | 2      | 0      |
| 2009/10         | FC Utrecht      | Nederland       | Eredivisie             | 0          | 0          | 0     | 0     | –              | –              | 0      | 0      |
| 2010/11         | FC Twente       | Nederland       | Eredivisie             | 20         | 0          | 0     | 0     | –              | –              | 20     | 0      |
| 2011/12         | FC Twente       | Nederland       | Eredivisie             | 17         | 0          | 0     | 0     | 3              | 0              | 20     | 0      |
| 2012/13         | FC Twente       | Nederland       | BeNe League Orange/WBL | 28         | 0          | 0     | 0     | –              | –              | 28     | 0      |
| 2013/14         | FC Twente       | Nederland       | BeNe League Orange/WBL | 24         | 0          | 0     | 0     | 4              | 0              | 28     | 0      |
| 2014/15         | FC Twente       | Nederland       | BeNe League Orange/WBL | 23         | 0          | 0     | 0     | 2              | 0              | 25     | 0      |
| 2015            | Arsenal         | Engeland        | Premier League         | 4          | 0          | 7     | 0     | 0              | 0              | 11     | 0      |
| 2016            | Arsenal         | Engeland        | Premier League         | 16         | 0          | 0     | 0     | 0              | 0              | 16     | 0      |
| 2017            | Arsenal         | Engeland        | Premier League         | 7          | 0          | 0     | 0     | 0              | 0              | 7      | 0      |
| 2017/18         | Arsenal         | Engeland        | Premier League         | 14         | 0          | 3     | 0     | 0              | 0              | 14     | 0      |
| 2018/19         | Arsenal         | Engeland        | Premier League         | 7          | 0          | 5     | 0     | 0              | 0              | 7      | 0      |
| 2019/20         | Atlético Madrid | Spanje          | Primera División       | 10         | 0          | 1     | 0     | 4              | 0              | 15     | 0      |
| 2020/21         | PSV             | Nederland       | Eredivisie             | 17         | 0          | 7     | 0     | 2              | 0              | 26     | 0      |
| 2021/22         | PSV             | Nederland       | Eredivisie             | 22         | 0          | 0     | 0     | 2              | 0              | 24     | 0      |
| Carrière totaal | Carrière totaal | Carrière totaal | Carrière totaal        | 211        | 0          | 23    | 0     | 17             | 0              | 243    | 0      |

Bijgewerkt op 12 juli 2022.

## Interlandcarrière
Van Veenendaal maakte op 7 maart 2011 onder bondscoach Reijners haar debuut in het Nederlands elftal. Ze speelde tijdens de Cyprus Women's Cup de derde groepswedstrijd tegen Zwitersland. Het duel werd met 6–0 gewonnen.
Van Veenendaal werd door Reijners als tweede doelvrouw opgenomen in de selectie voor het WK 2015. In het tweede duel van Oranje stond Van Veenendaal onder de lat, omdat Loes Geurts kampte met een enkelblessure na de eerste wedstrijd. De partij tegen China ging met 1–0 verloren, al wist Van Veenendaal haar doel gedurende de reguliere speeltijd nog schoon te houden. Van Veenendaal was het hele toernooi basisspeelster tijdens het gewonnen EK 2017. Ze bereikte twee jaar later met Nederland de finale van het WK 2019. Na afloop werd ze uitgeroepen tot beste keepster van het toernooi.

## Erelijst
FC Utrecht
- KNVB beker: 2009/10

 FC Twente
- BeNe League: 2012/13, 2013/14
- Eredivisie: 2010/11
- KNVB beker:: 2014/15

 Arsenal
- FA Women's Super League: 2018/19
- FA Women's Cup: 2015/16
- FA WSL Cup: 2015, 2017/18

 Nederland
- UEFA EK: 2017
- Algarve Cup: 2018

Individueel
- UEFA EK – Team van het Toernooi: 2017
- FIFA WK – Golden Glove: 2019
- FIFA – Beste Keepster: 2019
- IFFHS – Beste Keepster van de Wereld: 2019
- IFFHS Vrouwenwereldelftal: 2019